# Церква Святого Степаноса (Кам'янець-Подільський)
Церква святого Степаноса — вірменська церква в Кам'янець-Подільському, побудована в 1633 році й зруйнована в період турецького панування з 1672 по 1699 рік.

## Передісторія
За різними даними вірмени в Кам'янець-Подільському оселилися в XI—XIII століттях. У XVII столітті в місті вже налічувалося 1200 сімей вірмен. Становлячи значну частину населення Кам'янець-Подільського, і займаючи більшу частину міста, вірмени селилися в основному в південно-східній частині міста; досі в місті є квартал, відомий серед місцевих під назвою Вірменський. У цій частині міста розташовувалися, крім адміністративних і комерційних будівель вірменської громади, і головні вірменські храми міста.

## Історія церкви
Церква святого Степаноса була побудована в 1633 році. Церква розташовувалася південніше Вірменського ринку і були спорудою невеликого розміру, більше схожою на каплицю. За відомостями зібраним вірменським істориком і мандрівником Мінасом Бжішкяном (1777—1851), бажаючи слухати церковну службу і літургію, церкву, біля свого будинку, на протилежному боці вулиці, побудував один місцевий багатій. В церкві зберігалися, привезена з Жванець, статуя Богоматері, а також кілька рукописів і барельєф на чорному мармурі з написом. Неповна розшифровка цього напису була приведена в книзі М. Бжішкяна, опублікованій в 1830 році. Певне цей напис був залишений будівельником церкви св. Степаноса, спочатку він був встановлений над входом; однак після взяття міста турецькими військами він був знятий, і настільки пошкоджений, що ім'я будівельника церкви розшифровується не повністю. Цілком ймовірно церква була зруйнована в роки турецького панування (1672—1699).

## Інші факти
Коли ікона Богородиці, шанована усіма християнськими конфесіями, була повернута в Кам'янець-Подільський, вірменські церкви св. Миколая і Благовіщення перебували в зруйнованому стані, тому 22 травня 1700 року ікона була встановлена в каплиці святого Степаноса, нашвидку побудованої в дзвіниці церкви св. Миколи. Імовірно, каплиця отримала ім'я святого Степаноса в пам'ять про однойменну церкву, що існувала в місті.